# 陈刚 (1922年)
陈刚（1922年—2017年11月26日），湖南澧县人，中国人民解放军将领。

## 生平
1935年6月，加入中国工农红军。1938年6月，加入中国共产党。第一次国共内战期间，参加了湘鄂川黔苏区反围剿战役和长征。抗日战争时期，历任宣传员、分队长、学员、干事、副政治指导员、参谋等职，参加了乌罗堡山、傲坡、铁门战役等。第二次国共内战，参加了太原战役、兰州战役和宁夏战役等。中华人民共和国成立后，他历任科长、副处长、副部长、部长，广州军区空军后勤部政治委员，军政治部主任。1981年4月至1983年5月，担任广州军区空军副政治委员。此外担任第五届全国人民代表大会代表；曾荣获三级八一勋章、三级独立自由勋章、三级解放勋章和二级红星功勋荣誉章。2017年11月26日，在广州去世，享年94岁。